# 拉比卡纳道

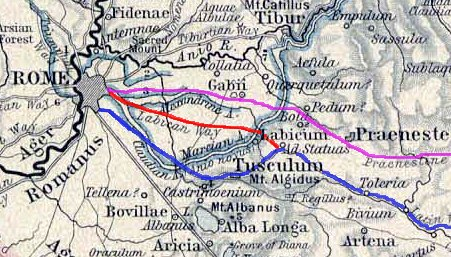
紅色路線是拉比卡納道

拉比卡納道（Via Labicana）是義大利的一條羅馬道路，從羅馬出發往東南方向。這條道路最初的目的地是塔斯庫盧姆，後延伸至拉比奇。拉比卡納道後來可能取代了拉丁道，成為羅馬往東南方向的主要道路。拉比卡納道在奧勒良城牆的出入口是馬焦雷門。

## 外部連結
- Omnes Viae: Via Labicana on the Peutinger map （页面存档备份，存于）